# Белфонт (Делавер)
Белфонт (енгл. Bellefonte) град је у Округу Њу Касл у америчкој савезној држави Делавер. По попису становништва из 2010. у њему је живело 1.193 становника

## Демографија
|                   | 2010.          | 2000.          |
| Укупно            | 1 193 (100,0%) | 1 249 (100,0%) |
| Белци             | 1 062 (89,02%) | 1 191 (95,36%) |
| Афроамериканци    | 75 (6,287%)    | 30 (2,402%)    |
| Хиспаноамериканци | 33 (2,766%)    | 15 (1,201%)    |
| Азијати           | 14 (1,174%)    | 8 (0,641%)     |
| Остали            | 9 (0,754%)     | 5 (0,400%)     |